# Christiane Klapisch-Zuber
Christiane Klapisch-Zuber (Thann, 30 novembre 1936 – Parigi, 29 novembre 2024) è stata una storica e docente francese, direttrice onoraria degli studi  presso l'École des hautes études en sciences sociales, specializzata nella storia sociale e nella storia della famiglia.

## Biografia
Christiane Klapisch-Zuber nacque in una famiglia protestante, da genitori rispettivamente di origine alsaziana e guascona, stabilitasi a Chantilly nel 1939. Un suo bisnonno era il pittore Henri Zuber. Sposò il fisico francese Robert Klapisch, con il quale ebbe una figlia, Marianne (nata nel 1969).
Dopo aver studiato presso il lycée Lamartine ed in seguito aver frequentato le classes préparatoires littéraires (khâgne) presso il lycée Janson-de-Sailly, venne ammessa nella École normale supérieure de Sèvres, rimanendovi dal 1955 al 1960. Ottenuta la qualifica di professeur agrégé nel 1959, conseguì inoltre un Diplôme d'études supérieures sotto la supervisione di Charles-Edmond Perrin. Durante la guerra d'Algeria militò a favore del FLN; decisivo in tal senso fu l'incontro avuto con Assia Djebar. Klapisch-Zuber venne arrestata nel 1961 per aver ospitato un militante ricercato del FLN; scontò per tale reato un periodo detentivo di dieci mesi nella prigione di La Roquette. Nominata nel frattempo insegnante di storia presso il liceo di Compiègne, non poté tuttavia assumere tale incarico.
Rilasciata a titolo temporaneo poi amnistiata, lavorò come segretaria dell'avvocato del FLN Mourad Oussedik. Dal 1962 al 1969, lavorò nella sesta sezione della École pratique des hautes études, dove ebbe modo di incontrare Fernand Braudel. Nel 1966 discusse una tesi di dottorato intitolata  Carrare et ses marbres, sotto la supervisione di Jacques Le Goff, pubblicata nel 1969 con il titolo Les maîtres du marbre. Carrara 1300-1600. Sempre all'interno dell'EHESS, ricoprì gli incarichi di assistente ed in seguito di docente tra il 1969 ed il 1981, anno nel quale venne nominata direttrice degli studi. In seguito al suo pensionamento è stata nominata direttrice degli studi onoraria; nel 2002 è stata ammessa quale membro associato del Centre de recherches historiques (EHESS). Dal 2008 è stata membro dell'American Philosophical Society.

## Attività scientifiche ed editoriali
Christiane Klapisch-Zuber era specializzata nello studio della storia dell'Italia pre-moderna, dal tardo medioevo al Rinascimento. Il suo primo lavoro di ricerca era concernente l'estrazione del marmo di Carrara nel periodo medievale e rinascimentale; in seguito si è interessata alla ricerca demografica e alla storia di famiglia nella Firenze del tardo medioevo.

## Riconoscimenti
- 1979 : medaglia di bronzo del CNRS
- 1991 : prix Monseigneur-Marcel
- 1993 : cavaliere dell'ordine nazionale al merito
- 2003 : Paul Oskar Kristeller Lifetime Achievement Award, dalla Renaissance Society of America (RSA)
- 2004 : dottorato honoris causa dall'Istituto universitario europeo di Firenze
- 2008 : dottorato honoris causa dall'università di Pisa
- 2016 : prix Pierre-Antoine Bernheim
- 2021 : dama della Legion d'onore

## Scritti
- Les Maîtres du marbre. Carrare : 1300-1600, Paris, SEVPEN, 1969
- Les Toscans et leurs familles. Une étude du Catasto Florentin de 1427, con David Herlihy, Paris, FNSP/EHESS, 1978
- Madame ou mademoiselle? Itinéraires de la solitude féminine XVIIIe – XXe siècles, con Arlette Farge, Paris, Montalba, 1984
- con Alain Burguière et al.
  - Histoire de la famille. t. 1, Mondes lointains, mondes anciens, Paris, Armand Colin, 1986
  - Histoire de la famille. t. 2, Le choc des modernités, Paris, Armand Colin, 1986
- La Maison et le nom : stratégies et rituels dans l'Italie de la Renaissance, Paris, EHESS, 1990
- L'Ombre des ancêtres : essai sur l'imaginaire médiéval de la parenté, Paris, Fayard, 2000
- Histoire des femmes en Occident, t. 2 : Le Moyen Âge, Paris, Perrin, 2002
- Retour à la cité : les magnats de Florence, 1340-1440, Paris, EHESS, 2006
- Le Corps, la famille et l'État. Hommage à André Burguière, con M. Cottias e L. Downs, Rennes, Presses universitaires de Rennes, 2010
- Le Voleur de paradis. Le bon larron dans l'art et la société, (XIVe – XVIe siècles), Paris, Alma, 2015 ISBN 978-2-36279-160-4
- Se faire un nom. Une anthropologie de la célébrité à la Renaissance, Paris, Arkhê, 2019 ISBN 978-2918682509
- Mariages à la florentine. Femmes et vie de famille à Florence (XIVe – XVe siècle), Éditions de l'EHESS/Gallimard/Seuil, coll. « Hautes Études », 2020